# 해피☆마테리얼
해피☆마테리얼(일본어: ハッピー☆マテリアル 핫피☆마테리아루[*])은 테레비 도쿄 계열에서 방송하는 애니메이션 《마법선생 네기마!!》의 주제가이다.

## 각종 데이터
오리콘 차트
| 싱글       | 최고 순위      |
| ---------- | -------------- |
| 1월 방영분 | 최고 순위8위   |
| 2월 방영분 | 최고 순위 11위 |
| 3월 방영분 | 최고 순위5위   |
| 4월 방영분 | 최고 순위3위   |
| 5월 방영분 | 최고 순위4위   |
| 6월 방영분 | 최고 순위3위   |
| 최종 버전  | 최고 순위9위   |

- 2005년 제10회 애니메이션 고베 라디오 관서상 (주제가상) 수상곡[1]
- 2005년 NHK에서 실시한〈スキウタ〜紅白みんなでアンケート〜〉에서 홍조50위.
- 2005년 6월, 《해피☆마테리얼》을 포함 《네기마!?》관련 마키시 싱글 누계 판매 개수가 100만매 돌파

## 같이 보기
- 마법선생 네기마!!